# Koridalos (gmina)
Koridalos (gr. Δήμος Κορυδαλλού, Dimos Koridalu) – gmina w Grecji, w administracji zdecentralizowanej Attyka, w regionie Attyka, w jednostce regionalnej Pireus. Siedzibą i jedyną miejscowością gminy jest Koridalos. W 2011 roku liczyła 63 445 mieszkańców.